# Степень влиятельности
Степень влиятельности — это мера влияния узла в сети. Относительные величины показателя назначаются всем узлам на основе концепции, что связь с узлом высокой степени влиятельности вкладывает больше в показатель рассматриваемого узла, чем аналогичная связь с узлом низкой степени влиятельности. Высокая степень влиятельности означает, что узел связан со многими узлами, имеющими высокие степени влиятельности.
Показатель PageRank компании Google и  центральность по Кацу являются вариантами степени  влиятельности.

## Использование матрицы смежности для нахождения степени влиятельности
Для заданного графа {\displaystyle G:=(V,E)} с {\displaystyle |V|} вершинами пусть  {\displaystyle A=(a_{v,t})} будет матрицей смежности, то есть {\displaystyle a_{v,t}=1}, если вершина {\displaystyle v} связана с вершиной {\displaystyle t}, и {\displaystyle a_{v,t}=0} противном случае. Относительный показатель {\displaystyle x} центральности вершины {\displaystyle v} можно определить как
{\displaystyle x_{v}={\frac {1}{\lambda }}\sum _{t\in M(v)}x_{t}={\frac {1}{\lambda }}\sum _{t\in G}a_{v,t}x_{t}},
где {\displaystyle M(v)} представляет собой множество соседей вершины {\displaystyle v}, а {\displaystyle \lambda } является константой. После небольших преобразований это выражение можно переписать в векторных обозначениях как уравнение для собственного вектора
{\displaystyle \mathbf {Ax} =\lambda \mathbf {x} }
В общем случае имеется много различных собственных значений {\displaystyle \lambda }, для которых существует ненулевой собственный вектор. Однако, из дополнительного требования, чтобы все элементы собственного вектора были неотрицательны, следует (по теореме Фробениуса — Перрона), что только наибольшее собственное значение приводит к желательной мере центральности. Компонента, соответствующая v-му элементу связанного собственного вектора, даёт относительный показатель центральности вершины {\displaystyle v} в сети. Собственный вектор определён с точностью до множителя, так что вполне определено только отношение центральностей вершин. Чтобы определить абсолютное значение показателя, необходимо нормализовать собственный вектор, например, так, что сумма по всем вершинам равна 1 или нормализовать общим числом вершин n. Поскольку в задаче возникают большие разреженные матрицы, то для нахождения доминирующего собственного вектора среди многих алгоритмов получения собственных значений обычно выбирают эффективный для разреженных матриц степенной метод. Для задачи также существует обобщение, в котором элементы матрицы A являются вещественными числами, представляющими силу связи по аналогии со стохастической матрицей.

## Приложения
Степень влиятельности является мерой влияния, которое узел оказывает на сеть. Если узел связан со многими узлами, которые также имеют высокие показатели влиятельности, то узел будет иметь высокую степень  влиятельности.
В нейронауках было обнаружено, что степень влиятельности нейрона в модели нейронной сети коррелирует с относительной частотой возбуждения.
Наиболее раннее использование степени влиятельности можно найти в статье 1895 года Эдмунда Ландау по определению результатов шахматного турнира.